# Hrvatski nogometni kup 2012./13.
Hrvatski nogometni kup 2012./13. bio je dvadeset i drugo izdanje Hrvatskog nogometnog kupa. Naslov pobjednika brani Dinamo iz Zagreba.

## Pretkolo
Parovi pretkola izvučeni su 1. kolovoza 2012. godine u Kući hrvatskog nogometa. Izvlačenju su nazočili predstavnici klubova koji u njemu sudjeluju. Ždrijebom su udređeni parovi i domaćini pretkola.
- Koprivnica – Vuteks Sloga
- Virovitica – pobjednik ŽNS Splitsko-dalmatinski
- Krka (Lozovac) – Nedelišće
- Libertas (Novska) – Mladost (Ždralovi)
- Slunj – Zadrugar
- Tekstilac Ravnice (Zagreb) – Višnjevac
- Ivančica – Oriolik
- Mladost (Repušnica) – Zrinski
- Gorica – Sloboda (Slakovec)
- Bjelovar – Vinodol
- Lokomotiva (Zagreb) – Slavija (Pleternica)
- Novalja – Zagorec
- Zelina – Mladost (M. Otok)
- Zadar – Belišće
- GOŠK (Dubrovnik) – Jedinstvo Omladinac (Nedešćina)
- Vrsar – Tomislav PAN (Donji Andrijevci)

21. kolovoza 2012. Split je pobijedio u županijskom kupu NSŽSD te izborio sudjelovanje.
Igrano 28. i 29. kolovoza 2012.
| Br. | Domaći sastav     | Rezultat       | Gostujući sastav    | Napomene                                           |
| --- | ----------------- | -------------- | ------------------- | -------------------------------------------------- |
| 1   | Koprivnica        | 0:0 (5:4 11 m) | Vuteks Sloga        | Koprivnica prošla boljim izvođenjem jedanaesteraca |
| 2   | Virovitica        | 1:4            | Split               |                                                    |
| 3   | Krka Lozovac      | 0:3 b.b.       | Nedelišće           | Krka Lozovac odustala je od natjecanja             |
| 4   | Libertas          | 2:1            | Mladost Ždralovi    |                                                    |
| 5   | Slunj             | 2:1            | Zadrugar            |                                                    |
| 6   | Tekstilac Ravnice | 1:1 (5:6 11 m) | Višnjevac           | Višnjevac prošao boljim izvođenjem jedanaesteraca  |
| 7   | Ivančica          | 2:2 (6:5 11 m) | Oriolik             | Ivančica prošla boljim izvođenjem jedanaesteraca   |
| 8   | Mladost Repušnica | 1:2            | Zrinski Tordinci    |                                                    |
| 9   | Gorica            | 4:0            | Sloboda Slakovec    |                                                    |
| 10  | Bjelovar          | 1:2            | Vinodol             |                                                    |
| 11  | Lokomotiva        | 7:0            | Slavija             |                                                    |
| 12  | Novalja           | 3:1            | Zagorec             |                                                    |
| 13  | Zelina            | 9:0            | Mladost Mali Otok   |                                                    |
| 14  | Zadar             | 5:1            | Belišće             |                                                    |
| 15  | GOŠK              | 3:0 b.b.       | Jedinstvo Omladinac | Jedinstvo Omladinac odustalo je od natjecanja      |
| 16  | Vrsar             | 5:0            | Tomislav Pan        |                                                    |

## Šesnaestina završnice
Igralo se 26. rujna 2012.
| Br. | Domaći sastav    | Rezultat | Gostujući sastav | Napomene                          |
| --- | ---------------- | -------- | ---------------- | --------------------------------- |
| 1   | Vrsar            | 0:3      | Dinamo Zagreb    |                                   |
| 2   | Slunj            | 0:4      | Hajduk Split     |                                   |
| 3   | Libertas         | 3:0 b.b. | Varaždin         | Varaždin je odustao od natjecanja |
| 4   | Zrinski Tordinci | 0:4      | Zagreb           |                                   |
| 5   | Vinodol          | 0:2      | Cibalia          |                                   |
| 6   | Novalja          | 0:1      | Osijek           |                                   |
| 7   | Ivančica         | 1:2      | Slaven Belupo    |                                   |
| 8   | GOŠK             | 4:3      | Šibenik          |                                   |
| 9   | Nedelišće        | 1:0      | Rijeka           |                                   |
| 10  | Koprivnica       | 2:1      | Pomorac          |                                   |
| 11  | Višnjevac        | 1:2      | Istra 1961       |                                   |
| 12  | Gorica           | 3:0      | Inter Zaprešić   |                                   |
| 13  | Zelina           | 3:0 b.b. | Karlovac         | Karlovac je odustao od natjecanja |
| 14  | Lokomotiva       | 4:2      | Segesta          |                                   |
| 15  | Split            | 5:1      | Zagora           |                                   |
| 16  | Zadar            | 2:0      | Konavljanin      |                                   |

## Osmina završnice
Igralo se 31. listopada 2012.
| Br. | Domaći sastav | Rezultat        | Gostujući sastav | Napomene |
| --- | ------------- | --------------- | ---------------- | -------- |
| 1   | Dinamo Zagreb | 2:2 (2:3 prod.) | Zadar            |          |
| 2   | Hajduk Split  | 2:1             | Split            |          |
| 3   | Libertas      | 2:3             | Lokomotiva       |          |
| 4   | Zagreb        | 1:2             | Zelina           |          |
| 5   | Cibalia       | 1:0             | Gorica           |          |
| 6   | Osijek        | 1:1 (3:2 prod.) | Istra 1961       |          |
| 7   | Slaven Belupo | 0:0 (2:0 prod.) | Koprivnica       |          |
| 8   | GOŠK          | 0:0 (2:0 prod.) | Nedelišće        |          |

## Četvrtzavršnica
Prve utakmice igrale su se 21. studenog 2012., a uzvrati 28. studenog 2012. 
| Momčad  | Ukupno | Momčad        | 1. ut | 2. ut | Napomene |
| ------- | ------ | ------------- | ----- | ----- | -------- |
| Zadar   | 2:3    | Slaven Belupo | 1:0   | 1:3   |          |
| Zelina  | 1:3    | Hajduk Split  | 1:1   | 0:2   |          |
| GOŠK    | 0:1    | Lokomotiva    | 0:1   | 0:0   |          |
| Cibalia | 4:2    | Osijek        | 1:1   | 3:1   |          |

## Poluzavršnica
Prve utakmice igrale su se 3. travnja 2013., a uzvrati 17. travnja 2013.
| Momčad        | Ukupno | Momčad       | 1. ut | 2. ut | Napomene |
| ------------- | ------ | ------------ | ----- | ----- | -------- |
| Cibalia       | 1:4    | Lokomotiva   | 1:1   | 0:3   |          |
| Slaven Belupo | 2:3    | Hajduk Split | 1:2   | 1:1   |          |

## Završnica
Igrala se 8. i 22. svibnja 2013. 
| Momčad       | Ukupno | Momčad     | 1. ut                                                                                 | 2. ut                                                                                     | Napomene                                   |
| ------------ | ------ | ---------- | ------------------------------------------------------------------------------------- | ----------------------------------------------------------------------------------------- | ------------------------------------------ |
| Hajduk Split | 5:4    | Lokomotiva | 2:1 Izvješće Arhivirana inačica izvorne stranice od 24. rujna 2015. (Wayback Machine) | 3:3 Izvješće Arhivirana inačica izvorne stranice od 12. listopada 2016. (Wayback Machine) | Hajduk pobjednik Hrvatskog nogometnog kupa |

## Poveznice
- MAXtv Prva liga 2012./13.
- 2. HNL 2012./13.
- 3. HNL 2012./13.
- 4. rang HNL-a 2012./13.
- 5. rang HNL-a 2012./13.
- 6. rang HNL-a 2012./13.
- 7. rang HNL-a 2012./13.

## Vanjske poveznice
- (engl.) RSSSF Croatia 2012/13 - Hrvatski kup